# Observatoř Calar Alto
Observatoř Calar Alto (Centro Astronómico Hispano en Andalucía nebo „Španělské astronomické centrum v Andalusii“) je astronomická observatoř, která se nachází v provincii Almería ve Španělsku na hoře Calar Alto vysoké 2168 metrů v pohoří Sierra de Los Filabres.
Do roku 2018 Calar Alto vlastnil a provozoval německý Astronomický ústav Maxe Plancka v Heidelbergu a španělský Andaluský astrofyzikální ústav (IAA-CSIC) v Granadě. Byl pojmenován "Německo-španělské astronomické centrum" (španělsky Centro Astronómico Hispano-Alemán (CAHA); německy Deutsch-Spanisches Astronomisches Zentrum). V roce 2019 převzala správa Andalusie německého partnera, který se o observatoř dělil se Španělskou národní radou pro výzkum prostřednictvím svého hlavního institutu IAA-CSIC.
Teleskopy Calar Alto se používají pro širokou škálu pozorování, od objektů ve sluneční soustavě až po kosmologii (projekty Alhambra a CALIFA ), včetně hledání exoplanet (projekt CARMENES ).
3,5metrový teleskop je největším dalekohledem v kontinentální Evropě, i když na španělském ostrově La Palma v observatoři Roque de los Muchachos jsou tři větší teleskopy. Na počest místa, kde se observatoř nachází, byla pojmenována planetka 189202 Calar Alto, kterou objevil Felix Hormuth na observatoři ve Starkenburgu v roce 2003.

## Historie
Stavba observatoře byla navržena v roce 1970 a observatoř oficiálně otevřena v červenci 1975, kdy byl uveden do provozu teleskop o průměru 1,23 m (48 palců). Observatoř se rozvíjela díky německé a španělské spolupráci v oblasti astronomie. Nakonec byly uvedeny do provozu další čtyři dalekohledy. Schmidtův teleskop byl do Calar Alto přemístěn v roce 1976 z hamburské observatoře v Bergedorfu, kde byl dokončen v roce 1954. Na observatoři byl cíl 11. etapy cyklistického závodu Vuelta a España 2017 (etapu vyhrál Miguel Ángel López), předtím zde byly cíle etap v letech 2004 (vyhrál pozdější vítěz závodu Roberto Heras) a 2006 (vyhrál Igor Antón). Na Calar Alto se vyjelo také v 9. etapě Vuelty (srpen 2021).

## Vybavení
Na místě jsou čtyři hlavní teleskopy: 3,5metrový (138palcový), 2,2metrový (87palcový) a 1,23metrový (48palcový) dalekohled a 80cm (31palcový) Schmidtův reflektor. Tříapůlmetrový dalekohled je největším dalekohledem na evropském kontinentu s rovníkovou montáží. K dispozici je také dalekohled o průměru 1,52 m (60 palců), který vlastní a provozuje Španělská národní observatoř, a robotický dalekohled, který provozuje Španělské astrobiologické centrum (CAB).

## Činnost

### Projekt CALIFA
Projekt CALIFA (průzkum Calar Alto Legacy Integral Field Area) je astronomický projekt, jehož cílem je zmapovat 600 galaxií pomocí zobrazovací spektroskopie (integral field spectroscopy, IFS).

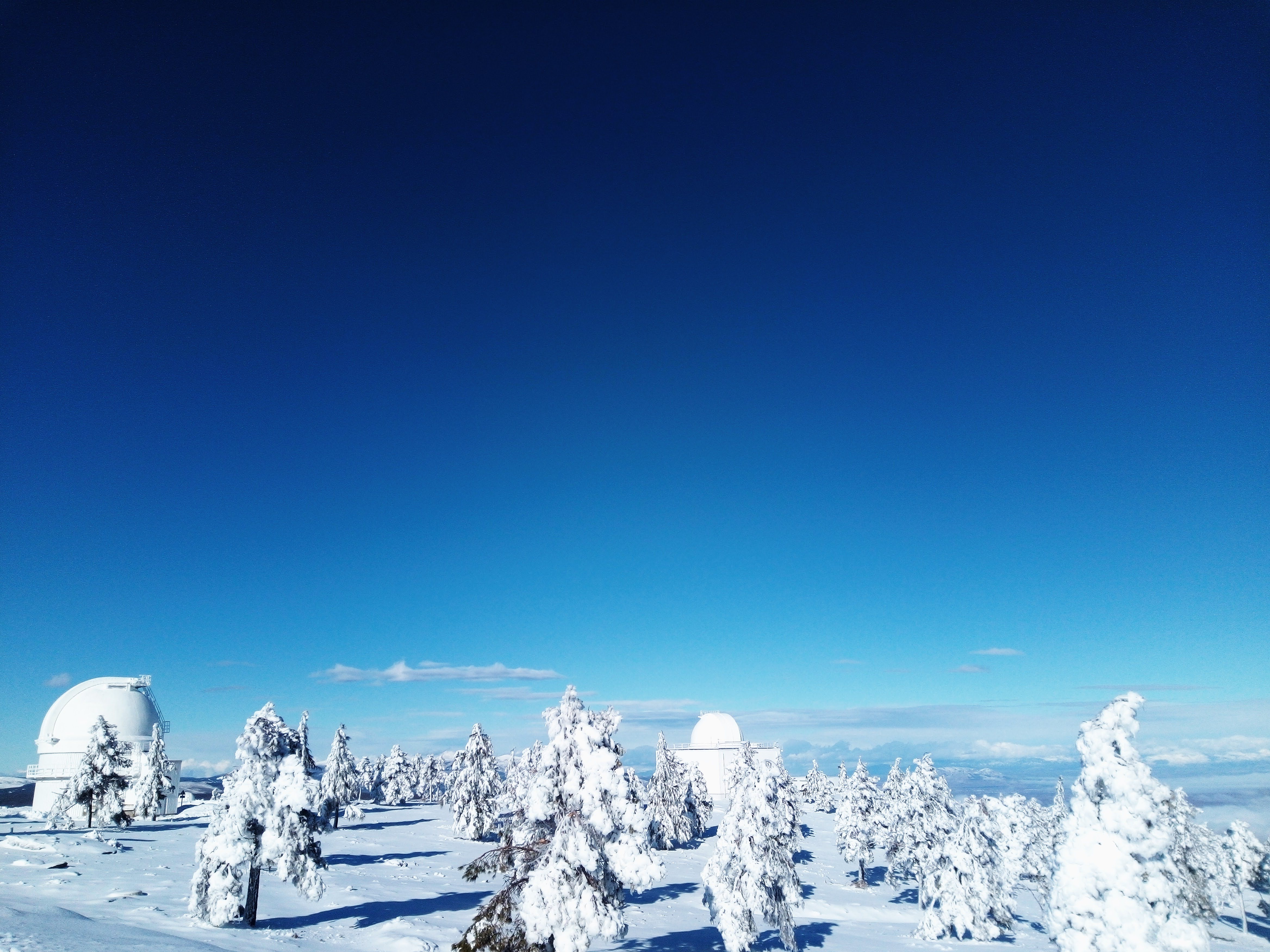
Calar Alto po bouři Filomena v lednu 2021 zcela zasypáno sněhem.

### Projekt CARMENES
Projekt CARMENES (Calar Alto high-Resolution search for M-dwarfs with Exoearths with Near-infrared and Échelle Spectrographs) je projekt, jehož cílem je pomocí přístroje CARMENES na 3,5m teleskopu Calar Alto prozkoumat přibližně 300 hvězd typu M, zda se u nich nenacházejí exoplanety. Funguje od roku 2016 a jeho cílem je najít exoplanety o velikosti Země a o hmotnosti kolem 2 MZemí (hmotností Země) pomocí dopplerovské spektroskopie (nazývané také metoda radiálních rychlostí).

## Seznam objevených planetek
Téměř stovku planetek v Calar Alto objevili astronomové Luboš Kohoutek, Kurt Birkle, Ulrich Hopp, Johann Baur, Krisztián Sárneczky, Gyula Szabó, Felix Hormuth a Hermann Boehnhardt.